# Eleições no Território Federal do Amapá em 1978
As eleições no território federal do Amapá em 1978 ocorreram em 15 de novembro como parte das eleições gerais em 22 estados e nos territórios federais de Rondônia e Rondônia. Neste caso, o Pacote de Abril determinou que dois deputados federais seriam eleitos para representar cada um dos territórios federais então existentes.

## Resultado da eleição para deputado federal
Conforme o Tribunal Superior Eleitoral, foram apurados 31.276 votos nominais (92,15%), 443 votos de legenda (1,31%), 538 votos em branco (1,59%) e 1.684 votos nulos (4,96%), resultando no comparecimento de 33.941 eleitores. Somando este número (76,74%) às 10.288 abstenções (23,26%), chegaremos a 44.229 eleitores inscritos.

### Chapa da ARENA
| Candidatos a deputado federal em 1978 | Partido | Votação | Percentual | Cidade onde nasceu | Unidade federativa | Observações |
| Paulo Guerra                          | ARENA   | 8.176   | 25,35%     | Macapá             | Amapá              | [ 6 ]       |
| Clark Platon                          | ARENA   | 6.512   | 20,19%     | Santarém           | Pará               | [ 7 ]       |
| Edson Gomes Correia                   | ARENA   | 2.886   | 8,95%      |                    |                    |             |
| Iacy Ribamar Gomes de Alcântara       | ARENA   | 1.215   | 3,77%      |                    |                    |             |
| Fontes:                               |         |         |            |                    |                    |             |

### Chapa do MDB
| Candidatos a deputado federal em 1978 | Partido | Votação | Percentual | Cidade onde nasceu | Unidade federativa | Observações |
| Antônio Pontes                        | MDB     | 7.446   | 23,08%     | Amapá              | Amapá              | [ 11 ]      |
| Raimundo Azevedo Costa                | MDB     | 4.140   | 12,83%     | Macapá             | Amapá              | [ 12 ]      |
| Cícero Borges Bordalo                 | MDB     | 453     | 1,40%      |                    |                    |             |
| Odair Nascimento de Macedo            | MDB     | 448     | 1,39%      |                    |                    |             |
| Fontes:                               |         |         |            |                    |                    |             |